# Văn Sơn, Đài Bắc
Văn Sơn (tiếng Trung: 文山區; bính âm: Wénshān Qū; Wade–Giles: Wen-shan Chü; Bạch thoại tự: Bûn-san-khu) là một quận (khu) ở phía nam của Đài Bắc, Đài Loan. Quận có diện tích 31,5090 km², dân số thời điểm tháng 4 năm 2011 là 260.791 người. Quận được thành lập vào năm 1990 thông qua việc sáp nhập quận Cảnh Mỹ và quận Mộc Sách.